# Helina spinicauda
Helina spinicauda är en tvåvingeart som beskrevs av Xue och Wang 1986. Helina spinicauda ingår i släktet Helina och familjen husflugor. Inga underarter finns listade i Catalogue of Life.